# Пландом Мејнор (Њујорк)
Пландом Мејнор (енгл. Plandome Manor) град је у америчкој савезној држави Њујорк.

## Демографија
По попису из 2010. године број становника је 872, што је 34 (4,1%) становника више него 2000. године.
| Група             | 2000.       | 2010.       |
| Белци             | 760 (90,7%) | 777 (89,1%) |
| Афроамериканци    | 3 (0,4%)    | 1 (0,1%)    |
| Азијати           | 46 (5,5%)   | 53 (6,1%)   |
| Хиспаноамериканци | 19 (2,3%)   | 22 (2,5%)   |
| Укупно            | 838         | 872         |